# حزب المالديف التقدمي
الحزب التقدمي لجزر المالديف هو حزب سياسي في جزر المالديف. أسس الحزب مأمون عبد القيوم في عام 2011م.
وهو أكبر حزب سياسي في جزر المالديف بإجمالي عضوية 49,416 اعتبارًا من 30 يونيو 2018. الهدف المعلن للحزب هو دفع جزر المالديف نحو دولة ديمقراطية مستقلة آمنة عالية الدخل، دخل فردي عالي، دولة قومية متطورة ذات اقتصاد متنوع وقوي مع الحفاظ على تراثها الإسلامي.

## التاريخ

### 2012-2011
أسّس الحزبَ السياسيُّ المالديفي مأمون عبد القيوم في عام 2011 بعد استقالته من حزبه الأول حزب الشعب الديفهي، مشيرًا إلى فساد الآراء بعد القيادة الجديدة. ظهر الحزب السياسي لأول مرة كجزء من حزب الشعب، الذي شكله عبد القيوم في أوائل عام 2011. حدث هذا بعد نزاعات داخل الحزب بين عبد القيوم، الذي كان بمثابة «المرشد الأعلى» المتقاعد للحزب، والزعيم الحالي أحمد ثمين علي. في 4 سبتمبر 2011 سلم عبد القيوم استقالته من حزب الشعب معلنا أن الحزب المنشق من حزب الشعب سيصبح حزبًا جديدًا «غير متسامح مع الفساد» مستقل عن حزب الشعب. وفي اليوم التالي كشف النقاب عن خطط «الحزب التقدمي لجزر المالديف». في 8 أكتوبر 2011، تم منح الحزب المقترح ترخيصًا من لجنة الانتخابات للمضي قدمًا؛ منح الحزب إطارًا زمنيًا لمدة 9 أشهر لتسجيل نفسه لدى الحكومة.
في أغسطس 2012 اتهم حزب الشعب الحزب الديمقراطي (حزب المعارضة الرئيسي) بالضغط على لجنة الأمم المتحدة لحقوق الإنسان، ووصف تقرير جزر المالديف لعام 2012 الصادر عن هذا الجهاز التابع للأمم المتحدة بأنه «جاد وقلق»، وأدان نداءات الأمم المتحدة للسماح لنفس - الحقوق الجنسية والحرية الدينية في جزر المالديف.

### 2015-2013
في 17 نوفمبر 2013 أصبح حزب الشعب هو الحزب الحاكم في جزر المالديف بعد فوز مرشحه عبد الله يمين (الأخ غير الشقيق لمأمون عبد القيوم) بالانتخابات الرئاسية المالديفية 2013، وهزم مرشح الحزب الديمقراطي محمد نشيد في جولة الإعادة. يعتقد الكثيرون أن حزب الشعب قد فاز بالانتخابات بسبب تحالفه في اللحظة الأخيرة مع قاسم إبراهيم من الحزب الجمهوري قبل أيام فقط من الانتخابات النهائية.
في عام 2014، استحوذ حزب الشعب على أغلبية مجلس الشعب بعد فوزه بـ 33 مقعدًا في انتخابات البرلمان لعام 2014، في حين فاز ائتلاف الحزب الجمهوري بـ 15 مقعدًا، وحصل تحالف جزر المالديف الديمقراطي على 15 مقعدًا.
في عام 2015 غادر الحزب الجمهوري وحزب العدالة المحافظ دينياً ائتلاف الحكومة.

## التاريخ الانتخابي

### انتخابات الرئاسة
| الانتخابات | مرشح الحزب    | المرشح الثاني   | الأصوات       | %             | الأصوات        | %              | النتيجة |
| الانتخابات | مرشح الحزب    | المرشح الثاني   | الجولة الأولى | الجولة الأولى | الجولة الثانية | الجولة الثانية | النتيجة |
| ---------- | ------------- | --------------- | ------------- | ------------- | -------------- | -------------- | ------- |
| 2013       | عبد الله يمين | محمد جميل أحمد  | 53,099        | 25.35%        | -              | -              | أبطلت   |
| 2013       | عبد الله يمين | محمد جميل أحمد  | 61,278        | 29.72%        | 111,203        | 51.39%         | انتخب   |
| 2018       | عبد الله يمين | Mohamed Shaheem | 96,132        | 41.62%        | -              | -              | خسر     |

### انتخابات مجلس الشعب
| الانتخابات | قائد الحزب       | الأصوات | %      | المقاعد | +/–  | المركز   |
| ---------- | ---------------- | ------- | ------ | ------- | ---- | -------- |
| 2014       | مأمون عبد القيوم | 51,424  | 27.72% | 33 / 85 | ▲ 33 | ▲ الأول  |
| 2019       | عبد الله يمين    | 19,176  | 9.12%  | 5 / 87  | ▼ 28 | ▼ الثالث |

## وصلات خارجية
- الموقع الرسمي لحزب المالديف التقدمي
- الحزب التقدمي، جزر المالديف نسخة محفوظة 22 ديسمبر 2016 على موقع واي باك مشين.